# Гірська лихоманка
«Гірська лихоманка» (англ. Summit Fever) — британський трилер 2022 року режисера та сценариста Джуліана Ґілбі з Раяном Філіппом у головній ролі.. Сам Ґілбі також затятий альпініст, тому добре розуміється на темі, яку висвітлив у фільмі. Зйомки проводилися у горах Шамоні на південному сході Франції. У цій мальовничій місцевості проходили перші зимові Олімпійські ігри у 1924 році.
В український прокат фільм вийшов 27 жовтня 2022 року.

## Сюжет
Головні герої фільму — це молоді люди, які найбільше у житті полюбляють сходження на високогірні вершини. Для того, щоб безпечно піднятися найскладнішими маршрутами потрібен досвід та якісна екіпіровка й усі необхідні знаряддя. Однак бувають випадки, коли ані досвід, ані найкраще спорядження не дарують тобі відчуття безпеки. Саме у такій ситуації опинилася команда друзів, які вирішили за літо підкорити три найнебезпечніші гірські перевали в Альпах: Маттергорн, Айгер та Монблан. Уже під час перших двох сходжень вони стали свідками травмувань та загибелі людей. Не дивлячись на передостороги вони таки піднімаються і втретє. Більшість випробувань позаду, до остаточної мети залишилися лічені кроки, але починається негода та сніговий буревій. Пережили примхи природи далеко не всі друзі.

## У ролях
- Фредді Торп — Майкл
- Мішель Біль — Жан-П'єр
- Матильда Варньє — Ізабель
- Тео Крістін — Руді
- Райан Філліпп — Лео
- Ханна Нью — Наташа
- Джоселін Ведоу — Беа
- Якопо Картер — Анджело
- Джанмарко Сауріно — Тіно
- Томас Анкора — Дам'єн Ру
- Джейк Меніані — Клод
- Режис Ромель — містер Боден
- Ненсі Тейт — місіс Боден
- Лора Ферріс — Люсі
- Руперт Проктер — тато Майкла
- Нік Неверн — Девід

## Виробництво
Виробництво фільму почалося в січні 2018 року . Фільм знімався у французькому муніципалітеті Шамон. Станом на листопад 2021 року фільм знаходиться на стадії пост-продакшну.

## Реліз
Фільм вийшов у кінотеатри та на цифрові платформи 14 жовтня 2022 року .